# 한서대학교 훈련기 추락 사고
한서대학교 훈련기 추락 사고(韓瑞大學校訓鍊機墜落事故)는 태안비행장을 이륙하여 울진비행장으로 가던 한서대학교 비행교육원 소속의 훈련용 비행기인 세스나 C-172SP가 2013년 11월 12일 19시 36분에 경상북도 영덕군 병곡면 칠보산 정상 부근 능선에 추락해 교관조종사 1명과 학생조종사 1명, 비행 참관 관숙조종사 1명 등 총 3명이 사망한 사고이다.
항공·철도사고조사위원회가 2015년 2월 27일에 발간한 사고조사보고서에서 본 사고의 원인을 산악 장애물 미인지, 최저 비행고도 미만으로 강하, 시계비행규칙 미준수에 의한 사고로 결정하였다. 또한 강하 접근 브리핑의 부재, 비행 경로 변경 및 고도 강하 관련 정보 제공 부족, 교관조종사의 일방적 의사결정 및 지시와 비행 경로에 대한 상황판단 미흡, 지형인지경고시스템 표준화 절차 미수립을 지적하였다.

## 사고개요
사고기는 당일 17시 30분에 태안비행장을 이륙하여 약 2시간 비행 후 19시 30분에 울진비행장에 착륙하는 계획으로 비행을 시작하였다. 좌측 기장석에는 학생조종사가, 우측 부기장석에는 교관조종사가, 뒷좌석에는 비행을 참관한 관숙조종사가 탑승하였다. 정상적으로 항로를 따라 비행하던 사고기는 19시 27분 37초에 고도 7,700피트에서 강하를 시작해 19시 36분 12초에 고도 2,600피트에 도달했고, 수평비행 도중에 19시 36분 46초에 칠보산 정상 부근의 소나무와 충돌해 추락해 동체와 양쪽 날개가 분리되면서 완파되었다. 19시 49분에 울진비행장의 신고를 받고 영덕소방서가 대응하였으며, 19시 57분에 경찰, 해경, 공군, 육군, 중앙119구조본부, 영덕군청 등이 추가로 사고에 대응하였다. 일몰로 인해 13일 0시 30분에 수색이 중단되었다가 6시에 다시 수색이 시작되어 7시 15분에 기체를 발견해 7시 28분에 경상북도 특수구조단이 사고현장에 투입되어 동체 안에서 발견된 교관조종사와 학생조종사, 나무에 걸려있던 참관조종사의 시신을 모두 수습해 10시 15분에 시신을 병원으로 이송하였다.

## 승무원

### 교관조종사
교관조종사(여성, 사고 당시 28세)는 2008년도에 한서대학교 항공운항학과를 졸업해 한서대학교 비행교육원의 조종교육증명과정을 이수하였고, 한라스카이에어와 한서대학교 비행교육원에서 3년간 교관으로 재직하다가 2011년부터 2013년까지 대한민국 해양경찰청 CN-235 기종의 부기장으로 근무하였다. 2013년 10월에 한서대학교 비행교육원의 교관조종사로 재임용되었다. 총 1,620시간의 비행경력을 보유하였으며, 교관조종사로서는 789시간을 비행하였다.

### 학생조종사 및 관숙조종사
학생조종사(남성, 사고 당시 24세)는 2009년도에 한서대학교 항공운항학과에 입학하여 병역을 필하고 3학년으로 재학중이었다. 총 66.7시간의 비행경력을 보유하였으며, 이중 세스나 172 단독비행 경력은 4.4시간이었다. 관숙조종사(남성, 사고 당시 21세)는 2011년도에 한서대학교 항공운항학과에 입학하여 한서대학교 공군 학생군사훈련단에 소속되어있었다. 총 49.4시간의 비행경력을 보유하였으며, 단독비행 경험은 없었다.

## 사고조사
사고기는 항공법 등에 따라 각종 기록장치를 설치할 의무가 없었으나, 사고현장에서 수거된 학생조종사와 관숙조종사의 휴대전화에 조종사들의 대화와 지상과의 통신이 녹음되어 있었다. 이를 이용해 항공·철도사고조사위원회가 항적 및 비행형태를 분석했으며, 녹취록을 작성해 분석한 결과 교관이 학생에게 '어느 세월에 내려갈래', '야, 더 빨리 내려가', '고도 유지해, 밖에 보지 말고, 안에 봐'라고 말하는 등 일방적인 의사결정 태도를 보이는 것을 확인하였다.
또한 한서대학교 비행교육원을 조사한 결과 비행교육원은 지형인지경보시스템 사용에 대한 표준화 절차를 수립하지 않았던 상태였다. 또한 녹음 기록에 의하면 강하 점검표 항목에 명시되어 있던 접근 브리핑 항목을 건너뛰었던 것도 확인되었다. 또한 비행 전에 수립한 접근 강하 경로 계획이 의사소통이 원활하지 못한 가운데 비행 도중에 급히 변경되었던 것이 확인되었다.

## 참고 문헌
- 한서대학교 훈련기 추락 사고 조사 보고서 - 항공·철도사고조사위원회